# Dobrovnik
Dobrovnik (madžarsko Dobronak, nemško Dobronack) je naselje in sedež istoimenske občine, ki leži severozahodno od Lendave na ravnini ob Bukovniškem potoku. Kraj je opredeljen kot območje, kjer avtohtono živijo pripadniki madžarske narodne skupnosti in kjer je poleg slovenščine uradni jezik tudi madžarščina.
Naselje je z lokalno cesto povezano z Lendavo (13 km) in Mursko Soboto (20 km). Okoli 3 km severovzhodno od naselja je umetno (zadrževalno) Bukovniško jezero.

## Prebivalstvo
Majhen naravni prirastek in odseljevanje sta pripomogla, da se število prebivalstva, ki je narodnostno mešano, a z madžarsko večino, vztrajno manjša. V Dobrovniku je popolna dvojezična šola. Prebivalstvo živi večinoma v mešanih gospodinjstvih v večini ljudje hodijo v službe le nekateri se še ukvarjajo z kmetijstvom.

## Ljudje povezani s krajem
V Dobrovniku se je rodil Adolf Augustitš, dekan Slovenske okrogline.

## Izvor krajevnega imena
Prvotni zapis Dǫbròνьnikь je izpeljan iz besede dǫbroνa v pomenu 'hrastov, listnasti gozd'. V starih listinah se kraj omenj leta 1322 kot Dobronok, 1322 in 1335 Dobronuk ter 1323 kot Dobronak.

## Znani ljudje
V Dobrovniku se je rodil Žiga Laci 20. julija 2002. Profesionalni nogometaš ki treutno igra za grškega prvoligaša AEK in za Slovensko mladinsko reprezentanco.

## SklicI
1. ↑  »Po površini največja naselja v statističnih regijah«. Statistični urad Republike Slovenije. Arhivirano iz prvotnega spletišča dne 25. marca 2016. Pridobljeno 24. marca 2016.
2. ↑  »Prebivalstvo po spolu in po starosti, občine in naselja, Slovenija, letno«. Statistični urad Republike Slovenije.
3. ↑  »Madžarska narodna skupnost : statistični podatki«. Urad Vlade RS za narodnosti. Arhivirano iz prvotnega spletišča dne 26. septembra 2018. Pridobljeno 26. septembra 2018.